# Levensteiniella raisae
Levensteiniella raisae är en ringmaskart som beskrevs av Pettibone 1989. Levensteiniella raisae ingår i släktet Levensteiniella och familjen Polynoidae. Inga underarter finns listade i Catalogue of Life.